# (16952) Peteschultz
Pour les articles homonymes, voir Schultz.
(16952) Peteschultz est un astéroïde de la ceinture principale.

## Description
(16952) Peteschultz est un astéroïde de la ceinture principale. Il fut découvert le 22 mai 1998 à la station Anderson Mesa par le programme LONEOS. Il présente une orbite caractérisée par un demi-grand axe de 3,10 UA, une excentricité de 0,08 et une inclinaison de 4,1° par rapport à l'écliptique.

## Compléments